# Sofia Wilkens
Sofia (Sophie Charlotte) Wilkens, född Thomée 14 december 1817 i Kristianstad, död 28 augusti 1889 i Augerum, Blekinge län, var en svensk socialreformator, donator och tecknare. Hon grundade Dövstumskolan i Karlskrona, och var dess föreståndare 1859-1877. 
Hon mottog 1873 Illis Quorum för sina insatser i pedagogik för de dövstumma.  

## Biografi
Sofia Charlotta Wilkens var dotter till vice auditören Per Theodor Thomée och Maria Julia Wideman och gift 1838 med grosshandlaren Johan Rudolf Wilkens. Hon var uppvuxen i Karlskrona och var kusin till biskopen i Lund, Johan Henrik Thomander. Hon utbildades vid Mamsell Kronholms flickskola i Karlshamn och var seda anställd där som lärare fram till sitt giftermål. 

### Konstnärskap
Wilkens räknades av sin samtid som rikt begåvad och hade betydande artistiska anlag bland annat som tecknare. Hon utövade en stor donationsverksamhet i Karlskrona där hon bland annat grundade ett barnhem. Hon var bland de första kvinnorna som tilldelades Illis Quorum. Wilkens är representerad med ett självporträtt i blyerts vid Uppsala universitetsbibliotek.   

### Social verksamhet
Hon beskrivs som social engagerad, målmedveten, handlingskraftig och viljestark. Hon tillhörde Karlskronas förmögna medelklass och ägnade sig åt välgörenhet och socialt arbete, något som vid denna tid var modernt för medelklasskvinnor. Under 1850-talet drev hon tillsammans med landshövding Nordenfelts dotter ett litet barnhem för fattiga barn.  
Hennes verksamhet inleddes då hon fick vårdnaden om en dövstum flicka med utvecklingsstörning, sedan hennes enda barn, hennes dotter, hade dött vid tre års ålder. 1859 öppnade hon sitt eget barnhem, delvis för att hjälpa till med försörjningen för en fattig skomakaränka, Ingrid Eneberg. Barnhemmet blev framgångsrikt och snabbt för litet. 1864 framlades ett förslag om att göra något för de dövstumma i landstinget, och eftersom Wilkens skola redan fanns så tillföll bidraget denna. 1865 öppnade hon med stöd av landstinget Döfstumsinstitutet i Karlskrona, där hon sedan var föreståndare fram till 1877. 
Hemmet tog först emot elever från staden, men snart kom elever från Blekinge, Småland och Skåne, och antalet växte snabbt till hundratals. En av de fyra lärarna var själv dövstum. Dessutom var alla lärare kvinnor, något som inte var vanligt under denna tid vid undervisning av handikappade. Under denna tid hade ett antal skolor för döva och dövstumma grundats i Sverige efter pionjären Pär Aron Borgs initiativ. Utbildning för utvecklingsstörda barn var under denna tid något man just hade påbörjat i Europa, men i Sverige liksom i Wilkens skola förekom det ofta att de undervisades tillsammans med dövstumma och blinda barn. Hon praktiserade vad som kallas inkludering: att blanda barn med utvecklingsstörning med normalt utvecklade barn, för att de skulle kunna lära av dessa snarare än att isoleras från dem och samhället. Hon tog emot elever med olika handikapp: utvecklingsstörda, döva, dövstumma, fysiskt handikappade och andra, de flesta dock enbart döva. 
Hennes initiativ om utbildning för utvecklingsstörning var år 1859 något mycket nytt och fortfarande kontroversiellt, och Wilkens fick arbeta hårt för att samla in medel, och lyckades utverka permanenta statliga bidrag till verksamheten 1868. Att ha lyckats utverka statligt understöd till utbildning för utvecklingsstörda och dövstumma var en bedrift under en tid när även den vanliga grundskolan hade stora svårigheter att få tillräckligt med finansiellt stöd.   
Hennes verksamhet ifrågasattes eftersom personer med utvecklingsstörningar inte antogs kunna vara nyttiga för samhället och att de därmed enbart var den privata välgörenhetens sak att finansiera vård för dem, och att utbildning var onödig. Själv försvarade sig Wilkens med den samtida samhällsmoderlighetens idé om att hon som kvinna leddes av hennes moderliga barmhärtighet, då hon inte fått något stöd av vetenskapen. Hon hade inte fått någon utbildning som lärare, utan lärde sig allt eftersom av sin erfarenhet. Från Abnorma skolans andra Nordiska lärarmöte i Stockholm 1876 deltog hon i nordiska lärarmöten, där hon offentligt talade för och framlade sina erfarenheter.   
Vid denna tid var det många institutioner som behöll sina patienter hela deras liv. Wilkens målsättning var att de utvecklingsstörda skulle kunna slussas ut från skolan till samhället och bli nyttiga samhällsmedborgare, en idé som inte var okontroversiell i hennes samtid. Efter konfirmationen ordnade hon anställning åt eleverna. Pojkarna fick ofta anställning inom hantverk och som skeppsgossar i kronans tjänst. Flickorna hade svårare att få anställning, så hon grundade år 1869 ett självförsörjande väveri, Skyddshem för abnorma flickor, som tillverkade textilier, en verksamhet som hade stor framgång. Det varade till 1911.  
Wilkens efterträddes 1877 som förståndare av Sophia Ulfsparre (1837-1927), som kvarstod fram till att skolan stängdes 1907. Det vidhängande barnhemmet stängdes 1957.

## Eftermäle
Wilkens var samtida med Emanuella Carlbeck, den andra stora pionjären för utvecklingsstördas vård i Sverige, men Carlbecks idéer kom att bli förhärskande i Sverige. Skillnaden var att Carlbeck förespråkande livslång vård och bildning av dessa, medan Wilkens linje var att utbilda dem för samhället snarare än för ett liv på en institution. Wilkens idé om patienterna som vuxna provocerade, då utvecklingsstörda under denna tid oavsett ålder klassificerades som barn. Wilkens tanke om att göra sina elever delaktiga i samhället illustreras av att hennes skola inte låg undangömd på landet, som andra institutioner gjorde, utan mitt inne i staden. Både Sofia Wilkens och Carlbeck var pionjärer i Sverige inom undervisningen av handikappade, och var ovanliga i egenskap av kvinnor då denna verksamhet i andra länder vanligen utvecklades av män. 